# Drosera prostratoscaposa
Drosera prostratoscaposa är en sileshårsväxtart som beskrevs av Allen Lowrie och Sherwin Carlquist. Drosera prostratoscaposa ingår i släktet sileshår, och familjen sileshårsväxter.
Artens utbredningsområde är:
- Ashmore-Cartieröarna.
- Western Australia.

Inga underarter finns listade i Catalogue of Life.